# وسام جورج ديفيدسون

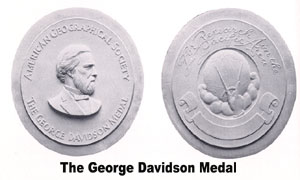

تم منح وسام جورج ديفيدسون من قبل الجمعية الجغرافية الأمريكية «للإنجاز الاستثنائي في البحث عن الاستكشاف في المحيط الهادئ أو الأراضي المجاورة له». في عام 1946, تلقت الجمعية الجغرافية الأمريكية وصية قدرها 5000 دولار من ابنته إلينور كامبل ديفيدسون لتأسيس ميدالية وصندوق أبحاث لتكريم والدها. صمم الميدالية النحات الأمريكي بول مانشيب عام 1951.

## تاريخ
كان جورج ديفيدسون عالمًا جغرافيًا وعالمًا معروفًا بعمله مع حكومة الولايات المتحدة في استكشاف ورسم غرب الولايات المتحدة وألاسكا. كان ديفيدسون عالِم جيوديسي في هيئة المسح الجيوديسي والساحلية الأمريكية, وعمل بكثافة في مياه المحيط الهادئ. أصبح فيما بعد أستاذًا في جامعة كاليفورنيا . في عام 1907, نشر كتاب «اكتشاف خليج سان فرانسيسكو» .

## المستلمون
المصدر: الجمعية الجغرافية الأمريكية
 
- 1952: جورج بابكوك كريسي
- 1972: ف. ريموند فوسبرج
- 1974: جوزيف سبنسر
- 1975: شينزو كيوشي
- 1988: هيروشي إيشيدا
- 1999: هو رينزي
- 2001: ديفيد ستودارت

## روابط خارجية
- الموقع الرسمي